# Morningstar Farms
Morningstar Farms és una divisió de la Kellogg Company que produeix aliments vegetarià a base de proteïnes vegetals, el 2014 representava 60% del mercat dels succedanis de carn als Estats Units. La marca va ser creada per Worthington Foods a la dècada del 1970. Kellogg va adquirir Worthington Foods i totes les seves marques l'octubre del 1999. El 2014 Kellogg va vendre l'assortiment de productes enllaunats a Atlantic Natural Foods, però continua comercialitzant els plats congelats.
El 2001 Greenpeace va descobrir una contaminació en certs productes amb blat de moro StarLink, modificat genèticament i només autoritzat als Estats Units com pastura, que segons Kellogg's només era un incident aïllat. El 2010 va retirar de la venda una sèrie de productes Morningstar per la mateixa raó. Kellogg té una posició oberta al debat sobre l'ús d'organismes genèticament modificats, s'adapta a les lleis del país on ven i acceptaria un etiquetatge transparent de preferència estandarditzat per tots els seus mercats.